# Daniel (sång)
Daniel är en låt från 1973 skriven av Elton John och Bernie Taupin. Låten finns med på Elton Johns album Don't Shoot Me I'm Only the Piano Player.
Bernie Taupin inspirerades av händelserna vid Vietnamkriget när han skrev Daniel. Texten (inklusive en vers i det ursprungliga förslaget som togs bort från den slutgiltiga versionen) beskriver en uppdiktad veteran som var blind som en följd av kriget ( "your eyes have died, but you see more then I") och reser till Spanien för att undvika all uppmärksamhet omkring honom när han kommer hem. Han lämnar sin familj, inklusive sin bror, ur vars perspektiv historien berättas.
Taupin har sagt att han ville skriva något för dem som återvände hem från kriget. Låten är en av Elton Johns personliga favoriter.
Wilson Phillips har gjort en cover på låten som de även släppte som singel 1991. Även José Feliciano har tolkat låten.